# Santa Cruz de la Sierra
Santa Cruz de la Sierra (traduzido do castelhano, significa Santa Cruz da Serra) é, atualmente, a maior e mais populosa cidade da Bolívia. Localiza-se no centro do país, nas margens do Rio Piraí, na planície do leste boliviano. Possui uma altitude de 416 metros. A cidade é a mais importante do Departamento de Santa Cruz. Também é considerada o motor econômico do país. Foi fundada em 1561.

## Demografia
Tem cerca de 1.606.671 habitantes, que, unidos aos municípios de sua área metropolitana (municípios de Cotoca, Porongo, Warnes e La Guardia), ascendem a 2 102 998. E seu crescimento demográfico é o segundo mais rápido da América do Sul, depois de Maracay, Venezuela, sendo também a 14ª cidade que mais cresce no mundo.
O primeiro núcleo populacional assentado às margens do rio Piraí entre as décadas de 1590 e 1620 constituía-se de espanhóis e portugueses, atraídos para o planalto pré-andino. Grande número de indígenas catequizados juntou-se ao grupo original europeu e mestiço. A mestiçagem na região foi significativa e a chegada de espanhóis, apesar de reduzida, manteve-se contínua até o início do século XIX. A partir de 1914, a cidade beneficiou-se da abertura da Estrada de Ferro Noroeste do Brasil (NOB), que uniu Santa Cruz da Serra com Bauru, no centro geográfico do estado de São Paulo. Na primeira metade do século XX, europeus de diversas nacionalidades estabeleceram-se em Santa Cruz da Serra, entre eles iugoslavos (particularmente croatas), italianos, alemães, alguns judeus de várias origens, além de espanhóis. Ao mesmo tempo também houve imigração da Ásia de libaneses cristãos.
A partir de 1980, a coletividade brasileira cresceu tanto na cidade de Santa Cruz da Sierra quanto no seu entorno agropecuário, como consequência de atividades ligadas ao agronegócio por parte de muitos empresários brasileiros, mas também pela presença de estudantes, especialmente de Medicina.

## História
A cidade foi fundada em 26 de fevereiro de 1561 por Ñuflo de Chaves, que nomeou o novo povoado em homenagem à Santa Cruz da Serra, sua cidade natal da província de Cáceres, na Estremadura espanhola. O estabelecimento original era na realidade a 220 km a Leste de sua localização atual, apenas a poucos quilômetros ao Sul da atual São José de Chiquitos. Após conflitos com nativos, a cidade foi mudada para a sua posição atual nas margens do rio Piraí em 1592. Ainda há resquícios da vila original, e podem ser visitados no sítio arqueológico Santa Cruz, a Velha, no sul de São José de Chiquitos. Santa Cruz da Serra é ligada por uma ferrovia à Argentina e ao Brasil (Estrada de Ferro Noroeste do Brasil), e ligada por uma estrada construída na década de 1950 às cidades de Trinidad e Cochabamba, e também por recentes rodovias pavimentadas para Camiri (que vai inclusive até à Argentina), e outra para Cochabamba.
Tem início em Santa Cruz da Serra o Gasoduto Brasil-Bolívia, com 3150 quilômetros de extensão, sendo 2593 em território brasileiro, e 557 em território boliviano, exportando para o Brasil gás natural, já que as reservas de gás da Bolívia são hoje estimadas em 890 bilhões de metros cúbicos. A construção desse gasoduto só foi possível após a Argentina, anterior importadora exclusiva do gás boliviano, atingir sua auto-suficiência em gás natural, o que começou a ocorrer no final da década de 1970. A construção do gasoduto começou em 1997, e suas operações iniciaram em 1999. A demanda de gás natural no Brasil atingia 29 milhões de barris por dia em 2006, sendo que as reservas de gás natural brasileiras no mesmo ano atingiam 639 bilhões de metros cúbicos.
Como a cidade era relativamente isolada e pequena até o começo do século XX, Santa Cruz da Serra conta com muitos exemplos de arquitetura colonial espanhola, incluindo uma catedral do século XVI.

## Geografia
A cidade de Santa Cruz da Serra está situada à margem direita do Rio Piraí. A área do município é de aproximadamente 325,57 km². Sua altitude média é de 416 metros acima do nível do mar.
A cidade tem um clima tropical  de savana (Köppen: Aw). Os meses de maior pluviosidade são janeiro e fevereiro. O mês mais quente é janeiro, e o mês mais frio é julho.
| Dados climatológicos para Santa Cruz de la Sierra (1971-2009)    | Dados climatológicos para Santa Cruz de la Sierra (1971-2009) | Dados climatológicos para Santa Cruz de la Sierra (1971-2009) | Dados climatológicos para Santa Cruz de la Sierra (1971-2009) | Dados climatológicos para Santa Cruz de la Sierra (1971-2009) | Dados climatológicos para Santa Cruz de la Sierra (1971-2009) | Dados climatológicos para Santa Cruz de la Sierra (1971-2009) | Dados climatológicos para Santa Cruz de la Sierra (1971-2009) | Dados climatológicos para Santa Cruz de la Sierra (1971-2009) | Dados climatológicos para Santa Cruz de la Sierra (1971-2009) | Dados climatológicos para Santa Cruz de la Sierra (1971-2009) | Dados climatológicos para Santa Cruz de la Sierra (1971-2009) | Dados climatológicos para Santa Cruz de la Sierra (1971-2009) | Dados climatológicos para Santa Cruz de la Sierra (1971-2009) |
| Mês                                                              | Jan                                                           | Fev                                                           | Mar                                                           | Abr                                                           | Mai                                                           | Jun                                                           | Jul                                                           | Ago                                                           | Set                                                           | Out                                                           | Nov                                                           | Dez                                                           | Ano                                                           |
| ---------------------------------------------------------------- | ------------------------------------------------------------- | ------------------------------------------------------------- | ------------------------------------------------------------- | ------------------------------------------------------------- | ------------------------------------------------------------- | ------------------------------------------------------------- | ------------------------------------------------------------- | ------------------------------------------------------------- | ------------------------------------------------------------- | ------------------------------------------------------------- | ------------------------------------------------------------- | ------------------------------------------------------------- | ------------------------------------------------------------- |
| Temperatura máxima recorde (°C)                                  | 38,8                                                          | 39,5                                                          | 39,2                                                          | 36,7                                                          | 35,1                                                          | 34                                                            | 35                                                            | 37,3                                                          | 39,5                                                          | 39                                                            | 40                                                            | 39,1                                                          | 40                                                            |
| Temperatura máxima média (°C)                                    | 31,2                                                          | 30,9                                                          | 30,8                                                          | 29,4                                                          | 26,7                                                          | 25,2                                                          | 25,9                                                          | 28,2                                                          | 29,6                                                          | 31,1                                                          | 31,2                                                          | 30,8                                                          | 29,3                                                          |
| Temperatura média (°C)                                           | 26,3                                                          | 26                                                            | 25,9                                                          | 24,3                                                          | 21,9                                                          | 20,5                                                          | 20,4                                                          | 22,2                                                          | 23,7                                                          | 25,5                                                          | 25,9                                                          | 26,1                                                          | 24,1                                                          |
| Temperatura mínima média (°C)                                    | 21,4                                                          | 21,1                                                          | 21                                                            | 19,2                                                          | 17,1                                                          | 15,7                                                          | 14,9                                                          | 16,3                                                          | 17,8                                                          | 19,9                                                          | 20,6                                                          | 21,3                                                          | 18,9                                                          |
| Temperatura mínima recorde (°C)                                  | 9,3                                                           | 12                                                            | 11,4                                                          | 8,5                                                           | 3,7                                                           | 4                                                             | 1,3                                                           | 1,9                                                           | 4,9                                                           | 7                                                             | 9,4                                                           | 13,3                                                          | 1,3                                                           |
| Precipitação (mm)                                                | 196,5                                                         | 160,3                                                         | 144,6                                                         | 115,4                                                         | 95,2                                                          | 74,2                                                          | 54,3                                                          | 55,9                                                          | 79,8                                                          | 119                                                           | 162,2                                                         | 195,9                                                         | 1 453,3                                                       |
| Dias com precipitação (≥ 1 mm)                                   | 14                                                            | 14                                                            | 14                                                            | 11                                                            | 11                                                            | 9                                                             | 6                                                             | 5                                                             | 6                                                             | 8                                                             | 10                                                            | 14                                                            | 122                                                           |
| Umidade relativa compensada (%)                                  | 77                                                            | 77                                                            | 76,7                                                          | 75,9                                                          | 76,9                                                          | 77,2                                                          | 70,2                                                          | 65,7                                                          | 64,8                                                          | 68,2                                                          | 71,2                                                          | 76,6                                                          | 73,1                                                          |
| Insolação (h)                                                    | 181,3                                                         | 185                                                           | 165,4                                                         | 195,3                                                         | 180,5                                                         | 155,9                                                         | 162,2                                                         | 162,8                                                         | 181,8                                                         | 164,4                                                         | 140,3                                                         | 136,8                                                         | 2 011,7                                                       |
| Fonte: Servicio Nacional de Meteorología e Hidrología de Bolivia |                                                               |                                                               |                                                               |                                                               |                                                               |                                                               |                                                               |                                                               |                                                               |                                                               |                                                               |                                                               |                                                               |

## Gastronomia
A cidade é conhecida em todo o país pela excelente tradição gastronômica. Isto se deve à diversidade cultural da população. Entre os pratos mais famosos, estão, nas comidas, majao ou majadito, locro e patasca; e nas bebidas, somó e chicha. Também são muito conhecidos: cuñapé (que se assemelha ao pão-de-queijo), zonzo, empanada de arroz, bizcocho de trigo, masaco de banana da terra e mandioca, arepa e queque.

## Economia
É um importante polo da produção petroquímica da Bolívia, em especial da produção de gás natural que exporta para países vizinhos. Os principais setores que movimentam a economia são os hidrocarbonetos, empresas florestais e a agroindústria.

## Meios de Comunicação
Conta com todos os jornais diários a nível nacional mas possui vários jornais locais com notícias da cidade e da região. Entre os principais estão:
- El Deber
- El Mundo
- El Nuevo Día

## Educação
Santa Cruz da Serra é considerada um polo de educação em toda a Bolívia, atraindo não só bolivianos, como também muitos estrangeiros por possuir diversas universidades em todas as áreas, tais como:
- Universidade Autônoma Gabriel René Moreno, UAGRM
- Universidade Nacional Ecológica, UNE[ligação inativa]
- Universidade Privada de Santa Cruz da Sierra, UPSA
- Escola Militar de Engenharia, EMI
- Universidade Empresarial Mateus Kuljis, UNIKULJIS
- Universidade Técnica Privada de Santa Cruz, UTEPSA
- Universidade NUR
- Universidade de Aquino da Bolívia, UDABOL
- Universidade Cristã da Bolívia, UCEBOL
- Universidade Católica da Bolívia (San Pablo), UCB
- Universidade Evangélica Boliviana, UEB
- Universidade Privada Domingo Sávio, UPDS
- Universidade Franz Tamayo, UNIFRANZ
- Universidade Nacional do Oriente, UNO
- Universidade Privada Cumbre

## Transportes
A cidade possui dois aeroportos: El Trompillo e Víru Viru.
O acesso terrestre se dá pela Rota Nacional 4, que liga Santa Cruz da Serra com La Paz, e também com Corumbá, na fronteira com o Brasil.
Existem estradas para as cidades de Cochabamba, Yacuiba, Trindade e o resto do país. O Terminal Bimodal de Santa Cruz da Serra oferece serviços de ônibus e trens para várias localidades nacionais e internacionais.  
A Ferrovia Oriental possui linhas de trens de carga e de passageiros a leste, que ligam a cidade com Porto Quijarro (na fronteira com Corumbá) e também ao sul ligando a cidade de Yacuiba, na fronteira com a cidade de Profesor Salvador Mazza, também conhecida como Pocitos, na Argentina.

## Movimento por autonomia política
Santa Cruz da Serra é não só a mais populosa cidade da Bolívia, mas também o departamento de Santa Cruz é o mais rico do país, respondendo por mais de 30 por cento do produto interno bruto boliviano. 
Santa Cruz da Serra conta com uma população de aproximadamente três milhões de habitantes, sendo considerada a maior cidade boliviana, e fazendo com que ela seja o maior centro econômico do país.
Santa Cruz da Serra também lidera um movimento que visa a dividir o país em regiões politicamente autônomas, cada uma delas com sua própria produção, tributação e legislação, mantendo apenas um pequeno nível de coordenação com o governo nacional (à semelhança das comunidades autónomas da Espanha).
O movimento vai de encontro aos propósitos de Evo Morales de manter o poder centralizado. Outros departamentos que se aderiram ao movimento são Tarija, Beni e Pando, regiões interessadas na autonomia por razões econômicas, especificamente ligadas à exploração do gás boliviano.